# Богомазов, Константин Андреевич
Константин Андреевич Богомазов (род. 31 января 1991, Октябрьский район, Приморский край) — российский боксёр, чемпион и призёр чемпионатов России, участник Европейских игр 2015 года, мастер спорта России международного класса. Выпускник Московского государственного горного института. Его первым тренером был Виктор Филиппов. В дальнейшем тренировался под руководством А. А. Лукьянова и О. В. Меньшикова. Выступает в лёгкой весовой категории (до 60 кг). Представлял клубы МГФСО и СК «Торпедо».